# N (letter)

Een aantal voorbeelden van de letter N

De letter N is de veertiende letter in het moderne Latijnse alfabet. De Semitische Nûn was waarschijnlijk het plaatje van een slang, de klank was /n/ evenals in het Grieks, Etruskisch, Latijn en alle moderne talen. Vermoedelijk namen in Egypte wonende Semieten de letter over van de meest gangbare Egyptische hiëroglief voor slang, die echter werd uitgesproken als de letter J naar het Egyptische woord voor slang, dat klonk als 'djet'. Mogelijk hadden de Semieten een woord voor slang dat begon met een /n/-klank . De naam van de Griekse letter is "nu".
In het NAVO-spellingsalfabet wordt de N weergegeven door middel van het woord November. In het Nederlands telefoonalfabet wordt de N weergegeven door middel van de naam Nico.
| D |

| D |